# Diekirch (bière)
Pour les articles homonymes, voir Diekirch (homonymie).
La Diekirch est une bière blonde originaire de la commune de Diekirch dans le Grand-Duché de Luxembourg,.
La marque propose des bières standards, des bières parfumées et des bières de type radler (panaché). La bière est produite à la Brasserie de Luxembourg Mousel-Diekirch, propriété du groupe AB InBev et est disponible dans tout le pays.

## Historique

### XIXesiècle
Le 26 juin 1871, la brasserie du Luxembourg voit le jour, sous le nom de « Brasserie par actions de Diekirch », par la reprise de la brasserie Drussel, fondée en 1836. La brasserie commence la production de la bière Diekirch en se basant sur la recette d'une bière renommée et traditionnelle faite par des moines récollets au XVIIIe siècle,.
La brasserie change plusieurs fois de nom et prend son nom définitif de « Société anonyme de la Brasserie de Diekirch » le 4 avril 1890.

### XXeetXXIesiècles
La brasserie s'agrandissant, un nouveau siège est construit et inauguré le 7 juillet 1930 et d'autres bâtiments voisins sont acquis en 1948. La brasserie continue également à s'agrandir et à se moderniser durant la seconde moitié du XXe siècle.
La brasserie produit également la marque de bière Mousel, à la suite de la fusion, en 2000, de la Brasserie de Diekirch et des « Brasseries réunies de Luxembourg », pour devenir la « Brasserie de Luxembourg Mousel-Diekirch » ou « Brasserie de Luxembourg ».
En 2002, le groupe AB InBev, un des plus gros brasseurs du monde, acquiert la Brasserie de Luxembourg Mousel-Diekircht.
La marque sponsorise également le championnat du Luxembourg de basket-ball, sous le nom de « Diekirch League ». Le partenariat prend fin en 2012.
En 2010, à la veille des 140 ans de la marque (prévue en 2011), la marque est le premier vendeur de bière sur le marché domestique et le premier brasseur et exportateur de bière du Luxembourg. En janvier de la même année, la marque annonce la fermeture de la brasserie et la délocalisation de la production en Belgique, le site de l'ancienne brasserie devant être converti dans le cadre d'un projet immobilier. Mais la production est finalement maintenue au Luxembourg.
En 2015, le groupe AB InBev annonce un investissement de 25 millions d'Euros destinés à la construction d'une nouvelle brasserie, toujours implantée sur le territoire de la commune de Diekirch et accompagné d'un projet de reconversion du site de la brasserie historique. Les travaux de construction débutent en 2016 et la nouvelle brasserie est inaugurée en 2019 après 3 ans de travaux et produit 20 millions de litres de bière chaque année,.
En 2018, la marque investit 400 000 Euros pour refondre sa charte visuelle.
En 2021, l’ancienne brasserie Diekirch a été détruite par un violent incendie. La même année, la marque fête ses 150 ans.

## La gamme
- Diekirch Premium
- Diekirch Grand Cru
- Diekirch 0,0%
- Diekirch Radler Lemon & Lime
- Diekirch Radler Agrum
- Diekirch Christmas